# Elvis: As Recorded at Madison Square Garden
Elvis: As Recorded at Madison Square Garden (с англ. — «Элвис: В записи с Мэдисон-Сквер-Гарден») — третий концертный альбом американского певца Элвиса Пресли, вышедший в 1972 году. Существенное отличие данного альбома от предыдущих концертных записей Пресли в том, что на пластинку целиком вошёл весь концерт; кроме того, он был записан не в Лас-Вегасе, а в Нью-Йорке. Пластинка заняла 11-е место в американском хит-параде.

## Обзор
Несмотря на то, что Пресли приезжал в 1950-е гг. в Нью-Йорк выступать на телепередачах, свои первые концерты в этом городе он дал лишь в июне 1972 года. Из четырёх выступлений в Мэдисон-Сквер-Гарден с 9 по 11 июня RCA Records записали два (оба — 10 июня).
Альбом представляет стандартный концертный репертуар Пресли начала 1970-х гг., сочетающий старые рок-н-ролльные хиты и современные эстрадные номера. Все выступления певца с февраля 1971 года начинались с увертюры к поэме Рихарда Штрауса «Also Sprach Zarathustra». Следующие песни впервые вышли у Пресли именно на этом альбоме: «Never Been to Spain», «The Impossible Dream» и «Funny How Time Slips Away». Также на альбоме можно услышать «An American Trilogy», которая ранее, в другой концертной записи, вышла на сингле (в отличие от США, она стала хитом в Великобритании). Выступление заканчивается песней «Can’t Help Falling in Love» из кинофильма «Голубые Гавайи», которой Пресли закрывал все свои концерты в 1969—1977 гг. Допев её последние строчки, певец под оглушительную барабанную дробь и грохот труб поспешно покидает сцену и моментально уезжает. Конферансье спустя минуту — это слышно на пластинке — объявляет: «Элвис только что покинул здание».
Критики хорошо отзываются об альбоме, несмотря на посредственное качество сведения, что, вероятно, связано с поспешностью выхода пластинки: альбом вышел всего через 8 дней после записи концерта.
В 1997 году вышла ещё одна запись выступления Пресли, сделанная ранее в тот же день в Мэдисон-Сквер-Гарден (см. «An Afternoon in the Garden»).

## Список композиций
1. Introduction: Also Sprach Zarathustra
2. That’s All Right
3. Proud Mary
4. Never Been to Spain[англ.]
5. You Don’t Have to Say You Love Me
6. You’ve Lost That Lovin’ Feelin’
7. Polk Salad Annie[англ.]
8. Love Me
9. All Shook Up
10. Heartbreak Hotel
11. Teddy Bear / Don’t Be Cruel
12. Love Me Tender
13. The Impossible Dream
14. Introductions by Elvis
15. Hound Dog
16. Suspicious Minds
17. For the Good Times
18. An American Trilogy
19. Funny How Time Slips Away
20. I Can’t Stop Loving You
21. Can’t Help Falling in Love
22. End Theme

Форматы: грампластинка, аудиокассета, компакт-диск.